# Heinrich Schwandner
Heinrich Schwandner (1889 - 1917) foi um piloto alemão que combateu na Primeira Guerra Mundial. Schwandner já sabia pilotar aeronaves antes de a guerra começar. Depois de chefiar diversas secções durante o decorrer da guerra, foi comandante da Jagdstaffel 32.